# LEDA 3048
UM 287(LEDA 3048)은 고래자리에 위치한 퀘이사이다.